# المؤمنية
المؤمنية وهي قرية تتبع مدينة اللطيفية وتقع في محافظة بغداد وسط العراق.